# Aurel Măndoiu
Aurel Măndoiu (n. 20 august 1943, Risipiți, Dolj) este un fost antrenor român de fotbal și fost jucător.

## Biografie
S-a născut în localitatea doljeană Risipiți (din 1964 poartă numele de Unirea) însă a venit de copil cu familia în București și a copilărit în zona cartierului Regie. Mai avea un frate.

## Cariera de jucător
A început să joace de copil la o echipă de cartier bucureșteană, în 1957, Bere Grivița. Apoi, a trecut în 1961 la Steaua București, club în cadrul căruia a evoluat la echipele de juniori și tineret, fără a juca vreo partidă oficială în echipa mare. În 1965, la finele ediție 1964/65, a fost transferat la Progresul București unde a debutat în Divizia A  și a continuat să activeze cea mai mare parte a carierei, până în 1973, când s-a transferat la Sportul Studențesc. În total, a petrecut aproape 9 sezoane la clubul din Parcul cu Platani, 5 în Divizia A, unde a avut 107 jocuri, și 4 în Divizia B, unde a avut 104 jocuri. Finalul de carieră l-a avut la Sportul Studențesc, 2 sezoane în Divizia A, unde a avut 29 jocuri.
În 1962, a făcut parte din lotul național UEFA care a câștigat campionatul european de tineret

## Cariera de antrenor
Absolvent al facultății IEFS (actuala UNEFS), ca antrenor a activat numai în mediul juvenil. Mai întâi, la clubul de unde s-a retras, Sportul Studențesc, la copii și juniori, între 1975 și 1978. În 1978 a fost angajat la Luceafărul București, care de fapt era centrul echipelor naționale de juniori ale României. Apoi, din 1983 până s-a pensionat, a lucrat la echipele de juniori ale echipei la care s-a lansat, Progresul București.
A crescut numeroși tineri fotbaliști deveniți peste ani jucători de valoare. Cele mai cunoscute nume: Constantin Gâlcă, Cristian Săpunaru, Florin Cîrstea, Ovidiu Petre. De asemenea, la Luceafărul București l-a antrenat printre alții și pe Gheorghe Hagi.

## Familie
Familist convins, este căsătorit din anii 60 cu Elena, are un băiat, pe Lucian, și o nepoată.

## Distincții
- Medalia Muncii (30 aprilie 1962) „pentru cucerirea primului loc în Turneul European de Fotbal Juniori (U.E.F.A.)”[1]
- Ordinul „Meritul Sportiv” clasa a III-a (2008)[2]